# آرون آلپئوریا بردلی
آرون آلپئوریا بردلی (Aaron Alpeoria Bradley) (حدود سال‌های ۱۸۱۵–۱۸۸۱)، در بردگی متولد شد، فرار نمود و در ایالت ماساچوست وکیل شد. بعد از جنگ داخلی آمریکا به جورجیا نقل مکان نمود. در کانون وکلای جورجیا پذیرفته نشد، اما فعال سیاسی شد و در دورهٔ بازسازی به‌عنوان حقوق‌دان از کارولینای جنوبی کار کرد. در سال ۱۸۶۵ به دلیل کنشگری سیاسیش بازداشت شد.
او به‌عنوان نماینده در کنوانسیون قانون اساسی سال ۱۸۶۷ جورجیا انتخاب شد. او منتقد جداسازی نژادی، وحشیگری پلیس و سرمایه‌داری بود. وی طرفدار حقوق برابر بود. او علیه «بانک‌داران، مولاتوهای آریستوکرات یا دو رگه‌های اشرافی [و].... بی‌پرده سخن می‌گفت».
بردلی هرگز سن خود را فاش نساخت اما حدس و گمان نشان‌دهندهٔ این است که او در حدود سال ۱۸۱۵ متولد شده‌است. بردلی در مزرعهٔ بزرگی در کارولینای جنوبی متولد شد و دارای قومیت مختلط بود. در دههٔ ۱۸۳۰ به بوستون فرار نمود و یکی از نخستین حقوق‌دان‌های سیاه‌پوست در ایالات متحده بوده و یکی از معدود آمریکایی‌های آفریقایی بود که قبل از جنگ داخلی آمریکا به کانون وکلا پذیرفته شد.
بردلی ضمن این‌که یک وکیل ماهر بود، همچنین برای مدت کوتاهی یک فروشگاه کفش را در آگوستای ایالت جورجیا فعال کرد.

## اوایل حرفه
بردلی در سال ۱۸۵۶ سومین آمریکایی آفریقایی بود که در کانون وکلای ماساچوست پذیرفته شد. وی در سال ۱۸۶۵ به ساوانای ایالت جورجیا نقل مکان نمود. در سال ۱۸۶۷ برای پذیرش در دادگاه ناحیه‌ای ایالات متحده در ایالت جورجیا درخواست داد. ساکنین شمال که در جریان دورهٔ بازسازی به جنوب نقل مکان نمودند، به شکل تحقیرآمیزی سیاست‌گران خوش‌نشین نامیده می‌شدند.
به علت فرهنگ سیاسی-اجتماعی ضد سیاه‌پوست آن زمان و به همین‌گونه کنشگرایی مقابله‌ای بردلی علیه بی‌عدالتی نژادی، در دادگاه ناحیه‌ای پذیرفته نشد. قاضی جان ارکینگ گفت؛ که مبنای رد بردلی این بود که وی برابر با «اصول اولیه» قانون نیست و فاقد «ویژگی‌های اخلاقی و ذهنی» است. با وجودی‌که بردلی برای پذیرش تلاش‌های زیادی انجام داد اما هرگز اجازه نیافت تا در این حوزهٔ قضائی به‌طور قانونی وکالت نماید. اما بردلی بی‌اعتناء بود و تا سال ۱۸۷۵ در ایالت جورجیا بدون جواز وکالت نمود. او سرانجام به بوفورت کارولینای جنوبی نقل مکان نمود و در آنجا به وکالت و خدمت به موکلین جورجیایی خود ادامه داد.

## مشاجره و دفاع رادیکال
بردلی فوراً پس از رسیدن به ساوانای ایالت جورجیا در سال ۱۸۶۵، به انتقاد علنی از طرز برخورد با سیاه‌پوستان در جریان بردگی آغاز نمود و خواستار غرامت که شامل سال‌های قبل از بردگی نیز می‌شد، گردید. وی منتقد پرغوغای بی‌عدالتی‌های اجتماعی شامل وحشی‌گری پلیس بود، چنانچه در این نقل قول سخنرانی‌اش که در کلیسای باپتیست نیو استریت بازتاب یافته‌است: «حاکمیت و فرمانروایی باتون یا چماق‌های پلیس و اقتدار پلیس لغو خواهد شد» و ضربه‌ای وارد خواهد شد «که حتی پلیس‌ها را سراسیمه خواهد ساخت». بردلی همچنین اعتراضاتی را راجع به دستورهای ویژه میدانی شماره ۱۵ ارتشبد ویلیام تکسامه شرمن سازماندهی نمود.
بردلی با ارائه دادخواستی در دادگاه فدرال مبنی بر درخواست صدور حکم عملیات علیه شرکت خط آهن مسافربری شهر بالتیمور، علیه تبعیض نژادی مبارزه نمود. شرکت راه‌آهن سیاست داشت که برمبنای آن سیاه‌پوستان را مجبور می‌ساخت تا بر روی سکوی غیرپوشیدهٔ خارج از قسمت‌های پوشیدهٔ واگن خط آهن بایستند. بعد از این‌که شکایت کنندگان اصلی از شکایت خود منصرف شدند، بردلی دادخواست اصلاح شده‌ای را علیه شرکت خط آهن ارائه و مدعی شد که «شرکت خودروهای خیابانی با نقض امتیازات و مصونیت‌های وی طبق ماده چهارم مانع سوار شدن او گردید، ملک خصوصی او را بدون عوض تصاحب نمود و با نقض امتیازات اعطا شده از جانب دولت برای استفاده از شاهراه‌ها بدون درنظر داشتن رنگ و نژاد، سبب ایجاد اضرار عمومی شده‌است».

## ابتکارات اجتماعی
بردلی به چالش کشیدن وضع موجود ترس نداشت؛ «وی که خود را قهرمان تمامی نهضت‌های سیاه‌پوستان می‌دانست، با برقراری تماس‌های آزاد با کلیساهای سیاه‌پوست، علایق خود را به‌طور وسیعی پخش نمود و به‌زودی مدرسه‌ای را افتتاح نمود. بردلی با پیوستن به نیروها با کمپین رأی…، شروع به تحریک کردن برای حق رأی و شرکت در انتخابات برای سیاه‌پوستان نمود. وی پلیس شهر و دادگاه شهرداری را به تبعیض در قبال سیاه‌پوستان متهم نمود [و] دادگاه دیوان آزادگان ساوانا را به بی‌قانونی‌های مشابه متهم ساخت و با ارائه خدمات خود به عنوان قاضی خواستار دایر شدن مراحل استیناف شد…».
نام وی در نشانگر تاریخی «۳۳ اصلی» ذکر شده‌است، لوحه‌ای که نخستین ۳۳ آفریقایی-آمریکایی عضو مجمع عمومی جورجیا که در سال ۱۸۶۸ در این سمت انتخاب شدند، درج آن فهرست گردیده‌است.